# Saragosa (Texas)
Saragosa ist ein Ort im Reeves County im US-Bundesstaat Texas.

## Geographie
Saragosa liegt im mittleren Westen von Texas am State Highway 17 und der Farm Road 1215 etwa drei Kilometer nördlich der Interstate Highway 10 im südöstlichen Teil des Reeves Countys. Der Ort liegt in der Nähe des Toya Creeks 916 Meter über dem Meeresspiegel.

## Geschichte
Die Geschichte des Ortes beginnt 1880 mit der Ansiedlung von 15 Familien am Toya Creek, etwa sechs Kilometer von der Lage des heutigen Ortes entfernt. Kurze Zeit später wurde ein Pferdezuchtbetrieb gegründet. Bereits 1884 erhielt der Ort eine Poststation, die allerdings 1891 wieder geschlossen wurde, ein Hotel, ein Restaurant und ein Saloon entstanden. Um 1900 verfügte Saragosa wieder über eine Poststation und eine an der heutigen Stelle des Ortes erbaute Schule. Anfang der 1900er Jahre versorgte Saragosa drei umliegende Schulbezirke. 1911 wurde die Schule an das Eisenbahnnetz der Pecos Valley Southern Railway angeschlossen, und der Ort verlagerte sich an die heutige Stelle.
1925 hatte Saragosa 25 Einwohner, wobei die Einwohnerzahl um 1930 kurzfristig auf 150 stieg, aber im Laufe der 1930er Jahre wieder auf 25 absank. Im Ort gab es zu der Zeit sechs Geschäfte zur Versorgung der umliegenden Viehzuchtbetriebe. In den 1940er und 1950er Jahren stieg die Bevölkerungszahl erheblich, um 1960 hatte der Ort 380 Einwohner und zwölf Geschäfte. In den 1960er Jahren verlor der Ort zunehmend seine Bedeutung als Nahversorgungszentrum, und seit 1970 stagniert die Einwohnerzahl um 180.
In der Nacht des 22. Mai 1987 verwüstete ein Tornado Saragosa, 30 der 183 Einwohner kamen ums Leben, 121 weitere Einwohner wurden zum Teil schwer verletzt, 85 % der Gebäude des Ortes wurden völlig zerstört. Anfang der 1990er Jahre war Saragosa wieder aufgebaut, die Einwohnerzahl lag 1990 bei 185.